# Federica Mastroianni
Pour les articles homonymes, voir Mastroianni.
Federica Mastroianni, née le 14 avril 1969 à Rome dans la région du Latium, est une actrice italienne.

## Biographie
Elle est la fille du monteur Ruggero Mastroianni, frère cadet de l'acteur Marcello Mastroianni. Elle a pour cousines l'actrice Chiara Mastroianni et la costumière Barbara Mastroianni.
Elle débute comme actrice en 1983 à l'âge de quatorze ans dans le film State buoni se potete de Luigi Magni, performance qui lui permet de remporter l'éphémère prix David di Donatello de la meilleure actrice débutante. Elle obtient ensuite un rôle secondaire dans le film d'horreur Phenomena de Dario Argento puis dans la comédie Il grande Blek de Giuseppe Piccioni, avant de mettre fin à sa carrière sur des rôles de figuration.

## Filmographie

### Au cinéma
- 1983 : State buoni se potete de Luigi Magni
- 1985 : Phenomena de Dario Argento
- 1987 : Il grande Blek de Giuseppe Piccioni
- 1990 : Ombre D'amore d'Alessandro Ninchi
- 1996 : Il cielo è sempre più blu d'Antonello Grimaldi

## Prix et distinctions notables
- David di Donatello de la meilleure actrice débutante en 1983 pour State buoni se potete.